# Earias huegeliana
Earias huegeliana är en fjärilsart som beskrevs av Embrik Strand 1917. Earias huegeliana ingår i släktet Earias och familjen trågspinnare. Inga underarter finns listade i Catalogue of Life.

## Bildgalleri

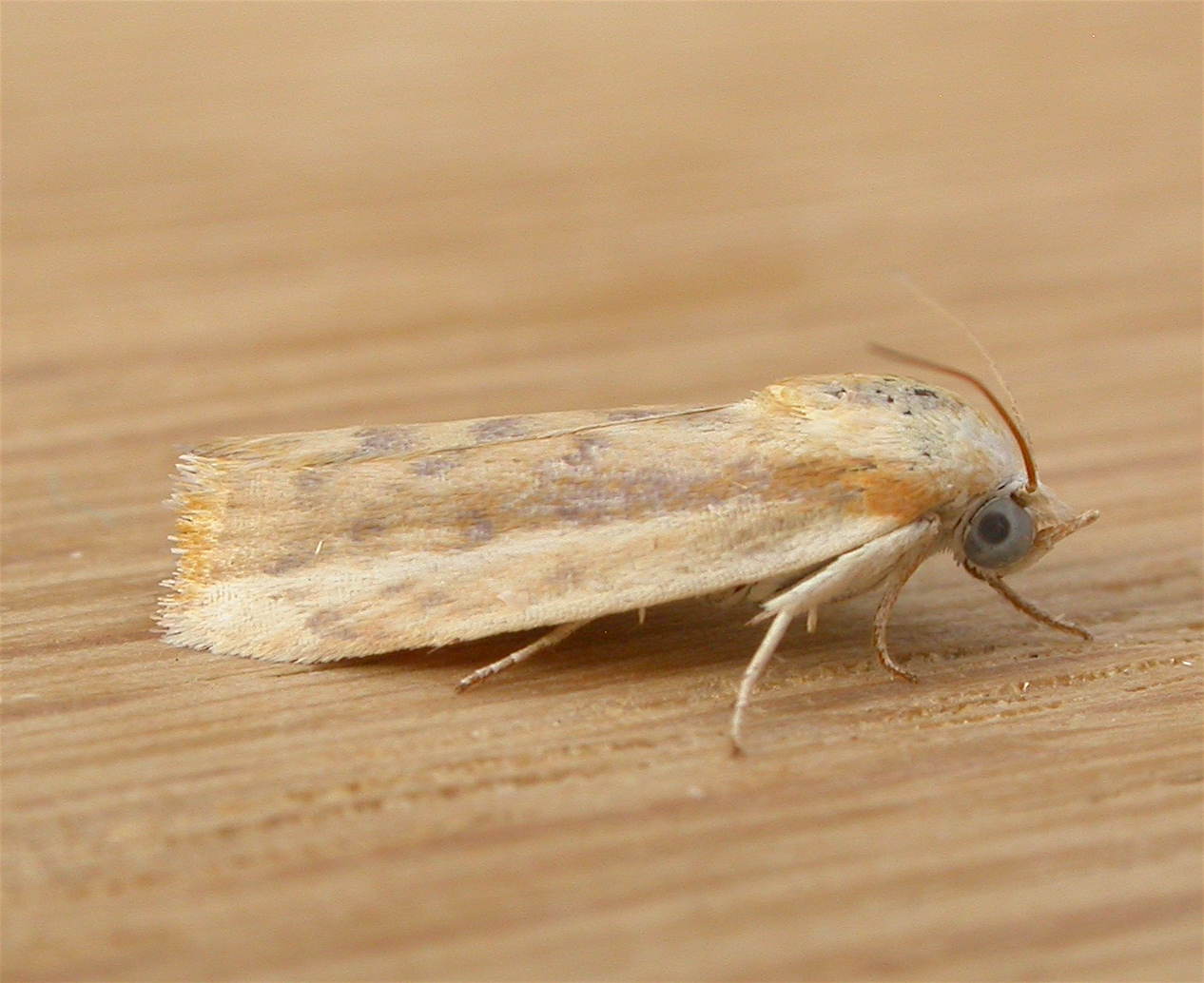